# Pfahlbausiedlungen Wauwilermoos

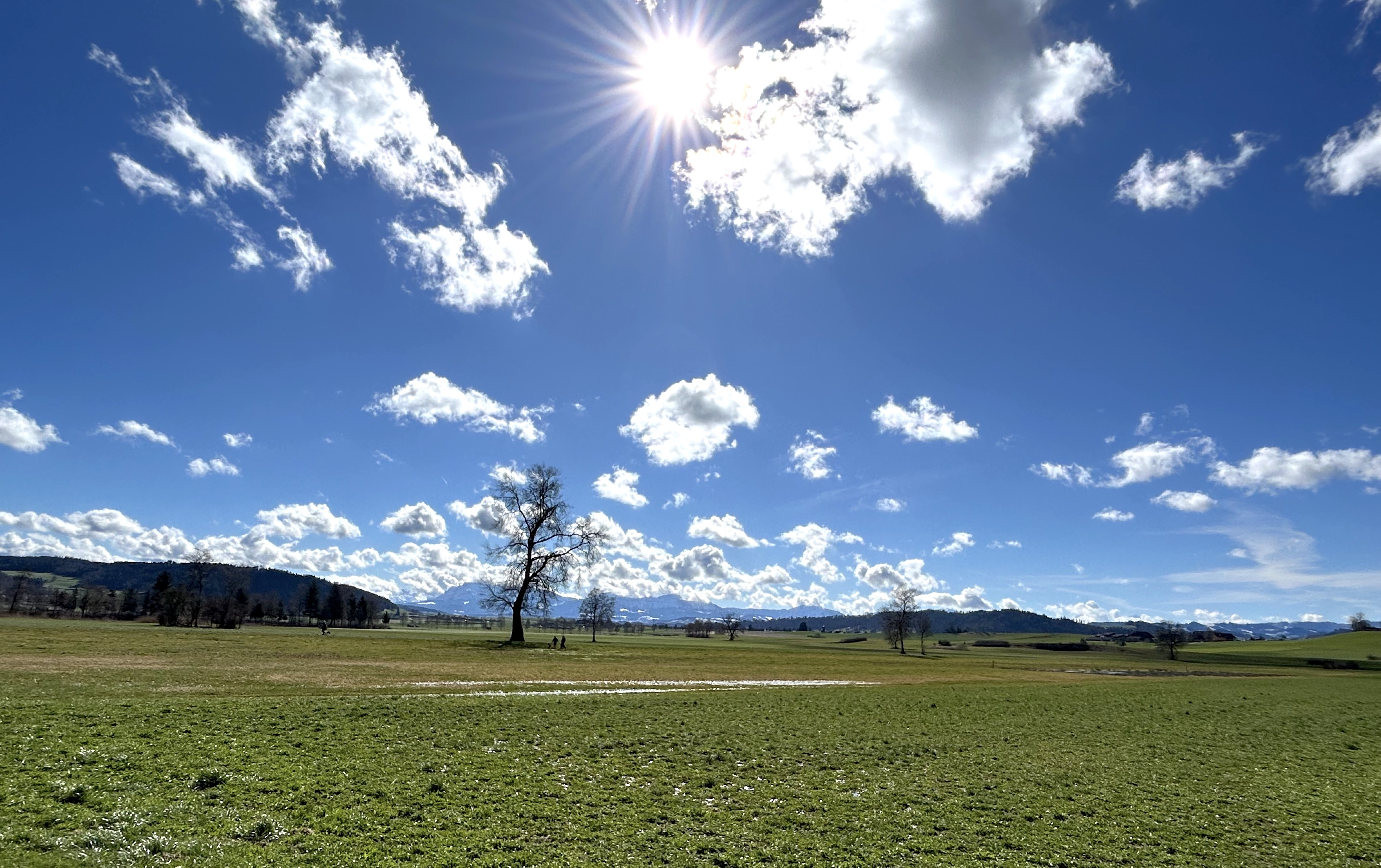
Blick über das Wauwilermoos nach Süden

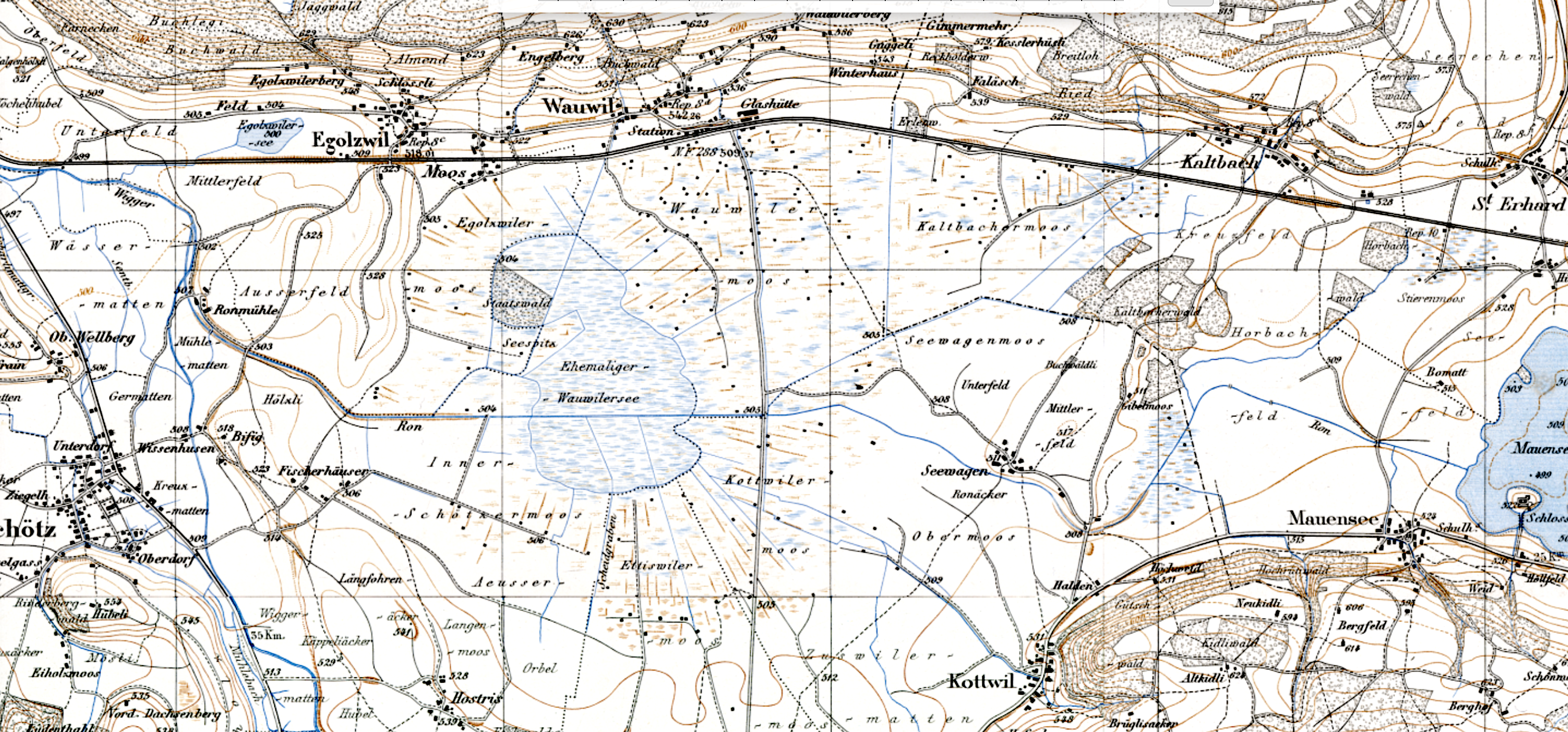
Das Wauwilermoos um 1900

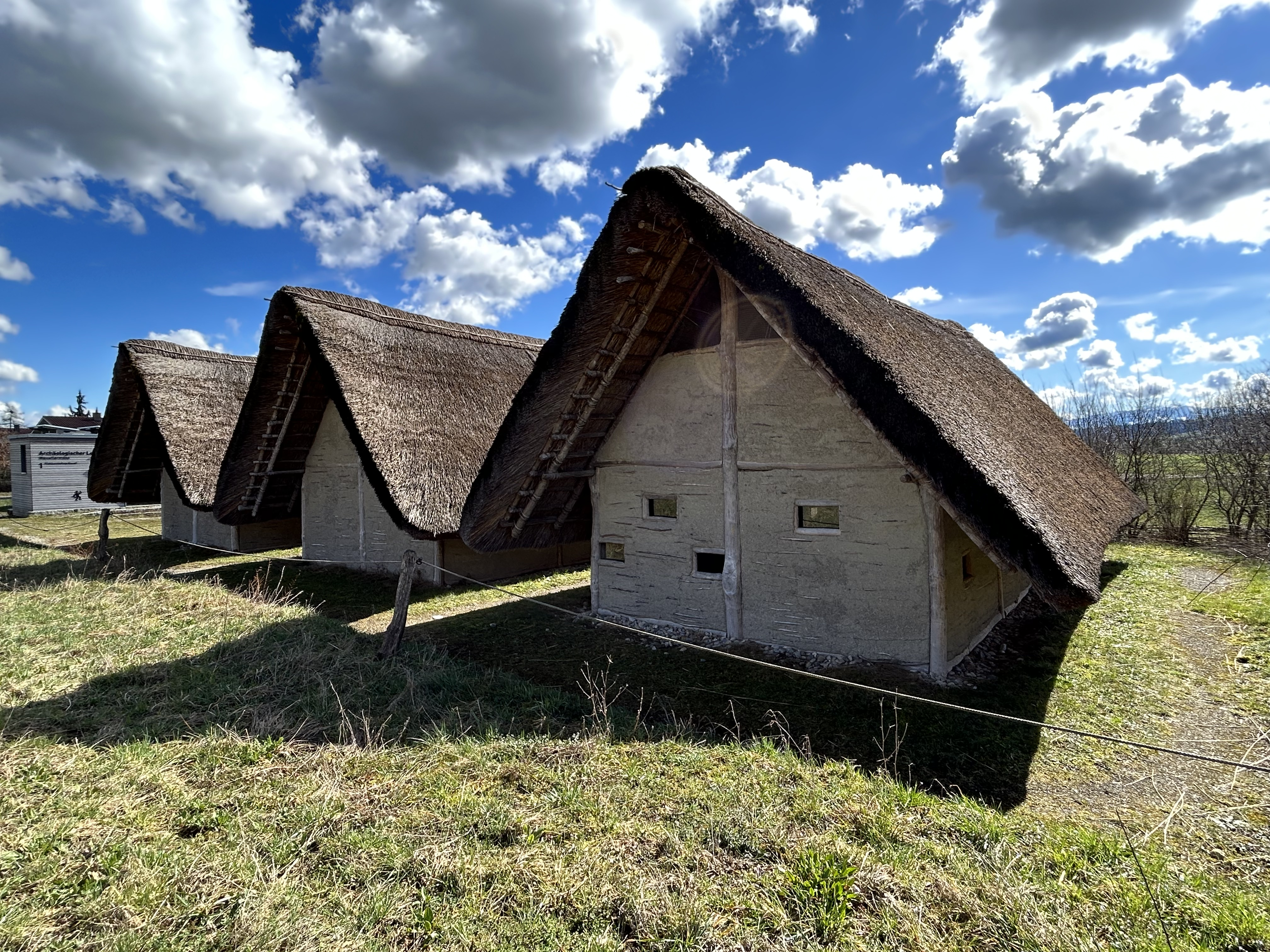
Nachbau von Häusern einer Seeufersiedlung

Die Pfahlbausiedlungen Wauwilermoos sind ein prähistorischer Siedlungsplatz beim Dorf Wauwil auf den Gemeindegebieten von Ettiswil, Egolzwil, Mauensee und Schötz im Kanton Luzern in der Schweiz. Die Siedlungen lagen an verschiedenen Orten im Wauwilermoos.

## Drei Seen
Schon bald nach dem Ende der letzten Eiszeit vor rund 17'000 Jahren wurde die fruchtbare Ebene von Jägern zuerst durchstreift und später besiedelt. Die ältesten bisher bekannten Funde stammen aus der Altsteinzeit um 14'000 vor der Zeitenwende. Damals lagen auf dem Gebiet des heutigen Waulwilermooses drei flache Seen. Der kleinste verlandete, der grösste, der Wauwilersee, wurde im 19. Jahrhundert trockengelegt.
Übrig geblieben ist nur im Osten der Mauensee. Der Seespiegel dieser Seen war im Verlauf der Steinzeit grösseren Schwankungen unterworfen. Durch den ansteigenden See wurden die Siedlungen an den Ufern mehrfach überschwemmt und mit Ablagerungen überdeckt. Dank der feuchten Lagerung in luftdichten Schichten haben neben Stein und Keramik auch organische Funde aus Holz, Flechtwerk oder Nahrungsreste die Jahrtausende überdauert.
Im Wauwilermoos ist bisher ein Dutzend Pfahlbaudörfer bekannt, die ältesten stammen aus der Zeit um 4400 v. Chr. Sie gehören damit zu den ältesten der Schweiz. Darunter sind Funde aus zwei Phasen der Altsteinzeit, dem Jungpaläolithikum und dem Altpaläolithikum. Besonders bekannt wurde das Waulwilermoos durch zahlreiche Funde aus der Jungsteinzeit, 4400 bis 2200 vor Christus.

## Fundstellen

### Wauwil
Hier wurden um 1850 erstmals Pfahlbauten festgestellt und von Laien ausgegraben. Übereinander liegende Prügelböden lassen darauf schliessen, dass die Siedlung in mehreren Phasen bestand. Die Funde stammen mehrheitlich aus der Egolzwiler Kultur aus der Zeit um 4300 v. Chr.

### Egolzwil

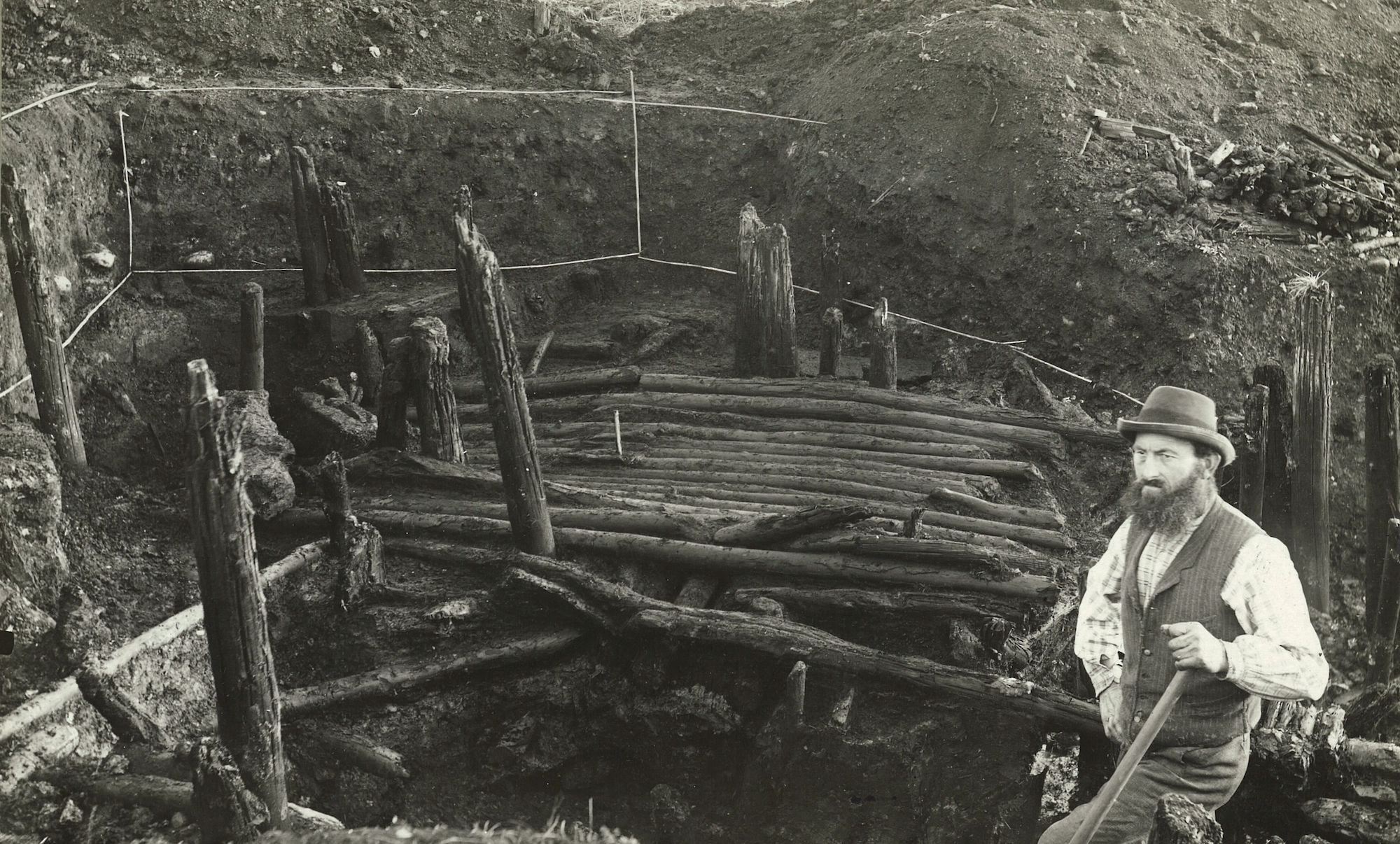
Gut erhaltene Holzböden, 1906

Im Egolzwilermoos im Nordwesten des Wauswilermooses wurden Reste von fünf Dörfern gefunden. Die ältesten Funde, Pfeilspitzen und Geräte aus Feuerstein, stammen aus verschiedenen Phasen der Alt- und Mittelsteinzeit, etwa zwischen 11'000 und 8000 vor Christus. Bewohnt wurde das Egolzwiler Ufer zwischen 4300 und 2500 vor Christus. Es handelt sich um die bisher ältesten Pfahlbauten der Schweiz, die naturwissenschaftlich datiert werden konnten. Obwohl die Häuser ebenerdig am Seeufer gebaut wurden, wird die Fundstelle wegen der in der Seekreide erhaltenen Pfähle zu den «Pfahlbauten» gezählt. Damit begann die «Pfahlbauzeit» in der Schweiz. Nach den hier gemachten Funden wurde die Egolzwiler Kultur benannt. Charakteristisch für diese Kultur sind vor allem Gefässe aus Ton. Zahlreiche Holzfunde wie Dreschflegel, Hacken oder Pflüge belegen landwirtschaftliche Tätigkeiten.

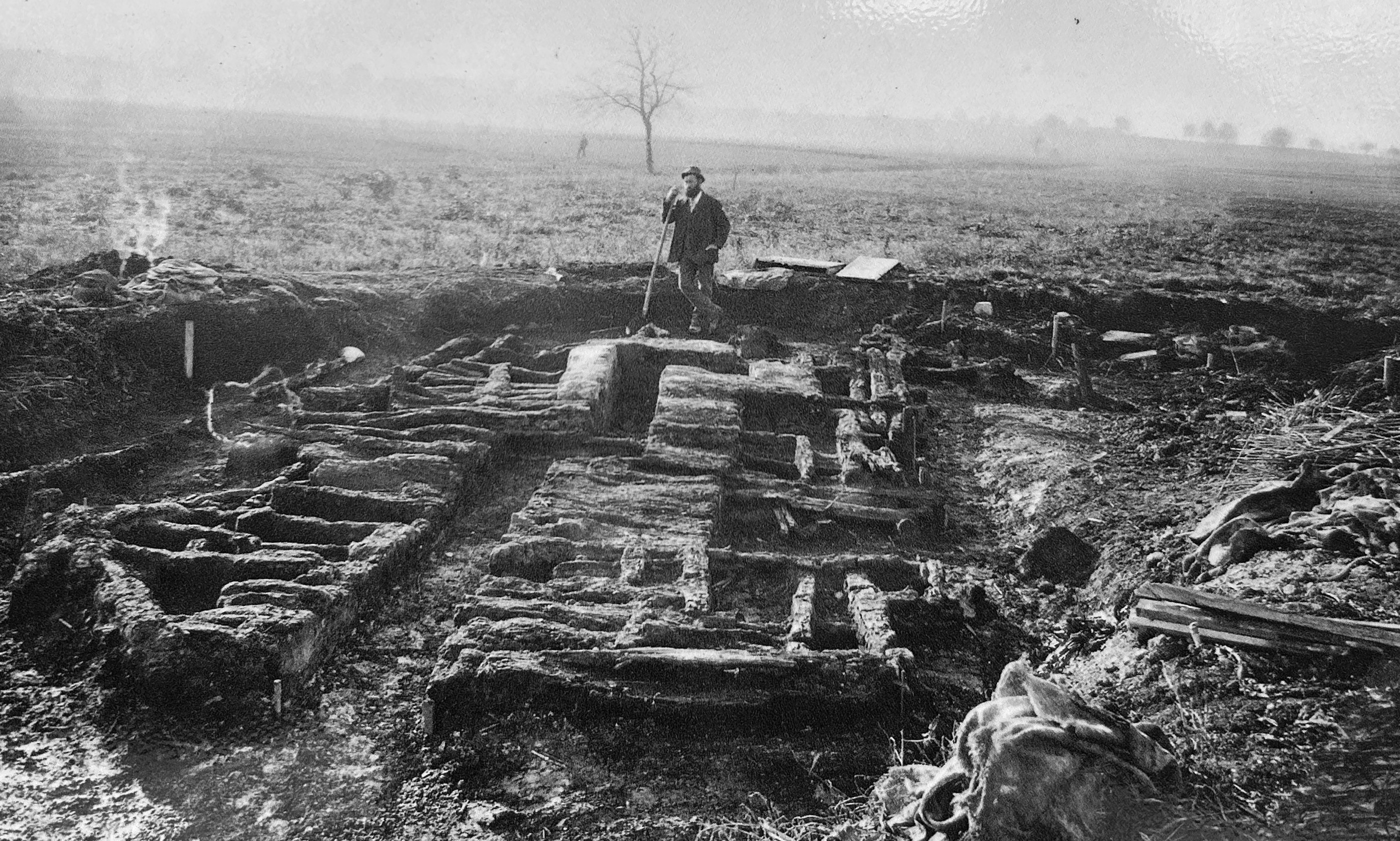
Bretterböden, 1906

Bei Grabungen zwischen 1932 und 1989 wurde etwa die Hälfte der erhaltenen Siedlung ausgegraben. Die von einem Zaun umgebene Siedlung umfasste eine Fläche von etwa 200 × 50 Metern, auf der etwa 40–50 Gebäude standen. Ihre Böden bestanden aus Baumrinde mit einer Unterlage aus Ästen, die Dächer waren mit Stroh oder Rinde bedeckt. Vermutlich waren sie zwischen 30 und 40 m² gross. In jedem Haus gab es mindestens eine Feuerstelle. Kleinere Gebäude dienten vermutlich als Ställe oder Vorratshäuser. Spuren von Mist zeigen, dass Tiere auch in den Wohnhäusern gehalten wurden. Vorwiegend waren es Schafe, Ziegen und Schweine, selten auch Rinder. Die Menschen lebten auch vom Ackerbau, wovon Reste von Weizen, Gerste, Lein, Schlafmohn und Erbsen zeugen. Gejagt wurden insbesondere Hirsch, Reh, Elch und Wildschwein. Beeren und Nüsse ergänzten den Speiseplan.
Die «Prähistorischen Pfahlbauten um die Alpen» sind ein UNESCO-Weltkulturerbe. Zu den 111 Fundstellen aus sechs Ländern gehört die Fundstelle Egolzwil 3.

### Schötz
Im Schötzmoos im Südwesten wurden sechs Fundstellen festgestellt. Die einstigen Dörfer Egolzwil 1 und Schötz 1 wurden im frühen 20. Jahrhundert entdeckt. In Schötz 1 wurden alle jungsteinzeitlichen Phasen nachgewiesen: Menschen der Egolzwiler, Cortaillod-, Horgener und der schnurkeramischen Kultur bauten hier zwischen 4300 und 2500 vor Christus ihre Dörfer. Rund 1800 Jahre Kulturgeschichte lassen sich hier nachweisen. Die Dörfer Schötz 2 bis 6 wurden nicht genau erforscht.

### Rorbelmoos
Diese Fundstelle im Süden des Wauwilermooses stammt aus der späten Mittelsteinzeit: Vor rund 8000 Jahren schlugen herumziehende Jäger und Sammler für eine kurze Zeit ihr Lager auf einer kleinen Halbinsel auf. Da sie ihre Abfälle im See entsorgten, konnten Geräte und Abfälle aus Silex, Hirschgeweih und Knochen geborgen werden. Auf dem Speiseplan dieser Nomaden standen neben Reh, Wildschwein, Auerochse, Biber, Hirsch und Elch auch Frösche und Fische. Der Silex stammte hauptsächlich vom Südhang der Lägern bei Otelfingen.

### Hagimoos
Ganz im Osten liegen zwischen Kottwil und Mauensee die Weiher des Hagimoos, Überreste des heute verlandeten Hagimoos-Sees. Hier wurde auf einem kleinen Moränenhügel ein Lager der letzten Rentierjäger aus der Zeit um 12'800 vor Christus entdeckt. Von hier aus konnte die offene Tundralandschaft gut beobachtet werden.

### Schötz Fischenhäusern
Fischenhäusern heisst heute «Moos» und liegt im Osten des Dorfes Schötz südlich der Strafanstalt. Am nördlichen Rand dieses kleinen Moränenhügels wurde 1932 ein Siedlungsplatz ausgegraben, der in der Altsteinzeit um 11'000 vor Christus, in der Mittelsteinzeit um 8000 v. Chr. und dann wieder in der Bronzezeit um 1500 v. Chr. besiedelt war. Der Lagerplatz wurde offenbar wiederholt von Jägergruppen aufgesucht. Pfeilspitzen, Kratzer und Stichel aus Silex lassen auf vielfältige Tätigkeiten schliessen.
- Visualisierungen auf Infotafeln

### Weitere Funde

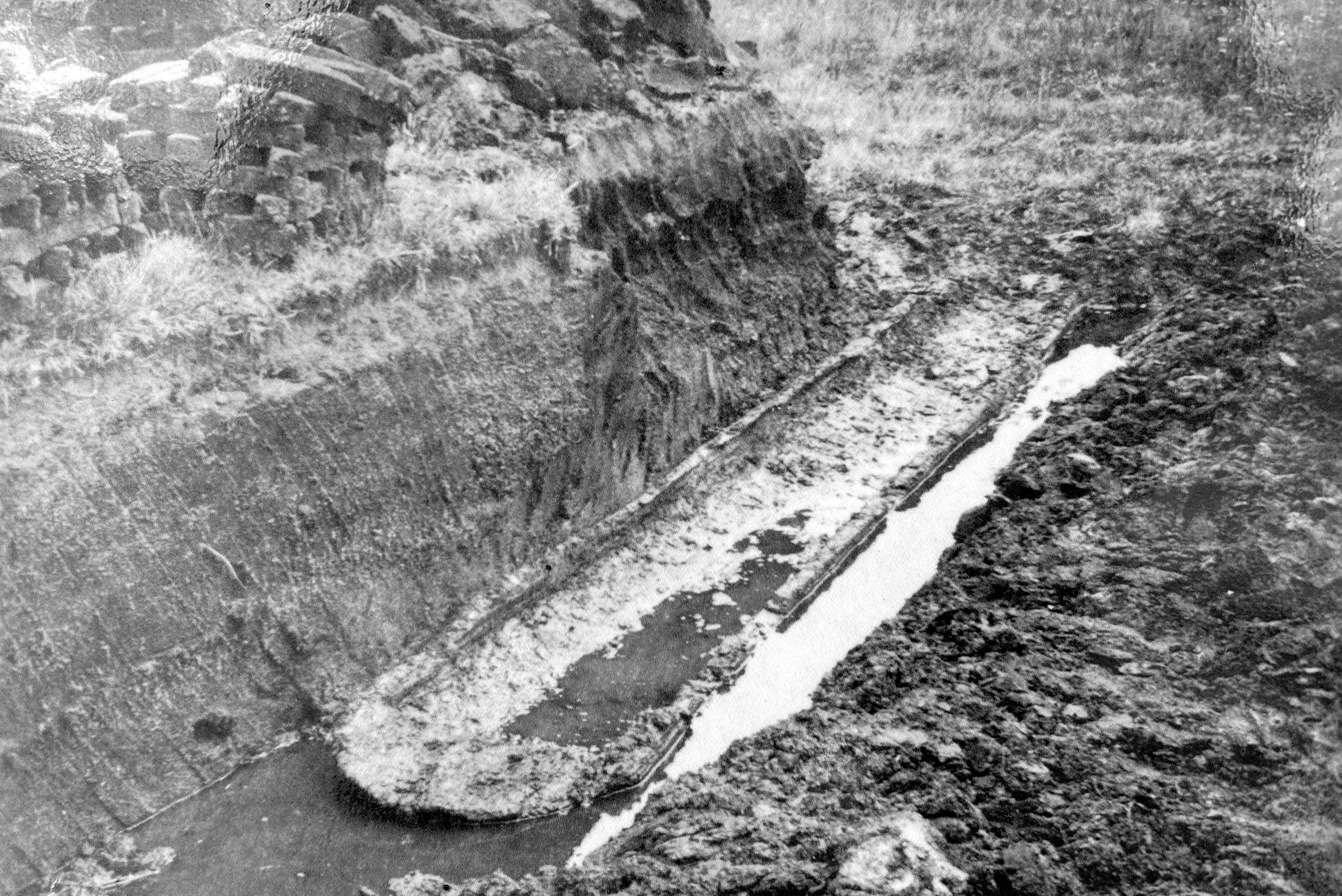
1921: Ein Einbaum wird gefunden

- Beim Torfabbau kamen mehrere Einbäume zum Vorschein, von denen sich jedoch nur einer erhalten hat. Er wurde 1921 gefunden, stammt aus der mittleren Bronzezeit, ist 7,25 Meter lang, 0,75 Meter breit und wurde aus einer Weisstanne hergestellt. Bearbeitungsspuren zeigen, dass er mit einem Bronzebeil ausgehöhlt worden ist.
- Am ehemaligen Ufer des Wauwilersees sind in Resten von vom Wind aufgeschütteten Strandwällen Dutzende von Fundstellen bekannt, an denen Gegenstände aus Feuerstein gefunden worden sind. Die meisten stammen aus der späten Eiszeit. Vertreten sind auch Funde aus der frühen Nacheiszeit um 8000 v. Chr. sowie aus dem 4. Jahrtausend v. Chr.
- Beim Pflügen wurde ein Dolch aus Feuerstein gefunden. Eine Analyse ergab, dass er aus Norditalien stammt. Wie er nach Wauwil gelangte, ist nicht bekannt. Jedenfalls ist er ein Beispiel für den Handel über die Alpen hinweg.

## Gefährdung
Als die Dörfer Schötz 1 und Egolzwil 1 im frühen 20. Jahrhundert entdeckt wurden, waren die hölzernen Hausreste noch gut erhalten. Schon kurz nach 1930 waren die Reste schon weitgehend zersetzt, heute sind sie wohl ganz verschwunden. Gründe dafür sind neben der den Boden austrocknenden Entwässerung, Erosion und Torfabbau auch die intensiv betriebene Landwirtschaft, durch tiefes Pflügen können Siedlungsreste zerstört werden. «Der Schutz der Luzerner Pfahlbauten ist ein ungelöstes Problem», heisst es auf einer Tafel im Infozentrum.

## Lehrpfad, Häuser, Informationen

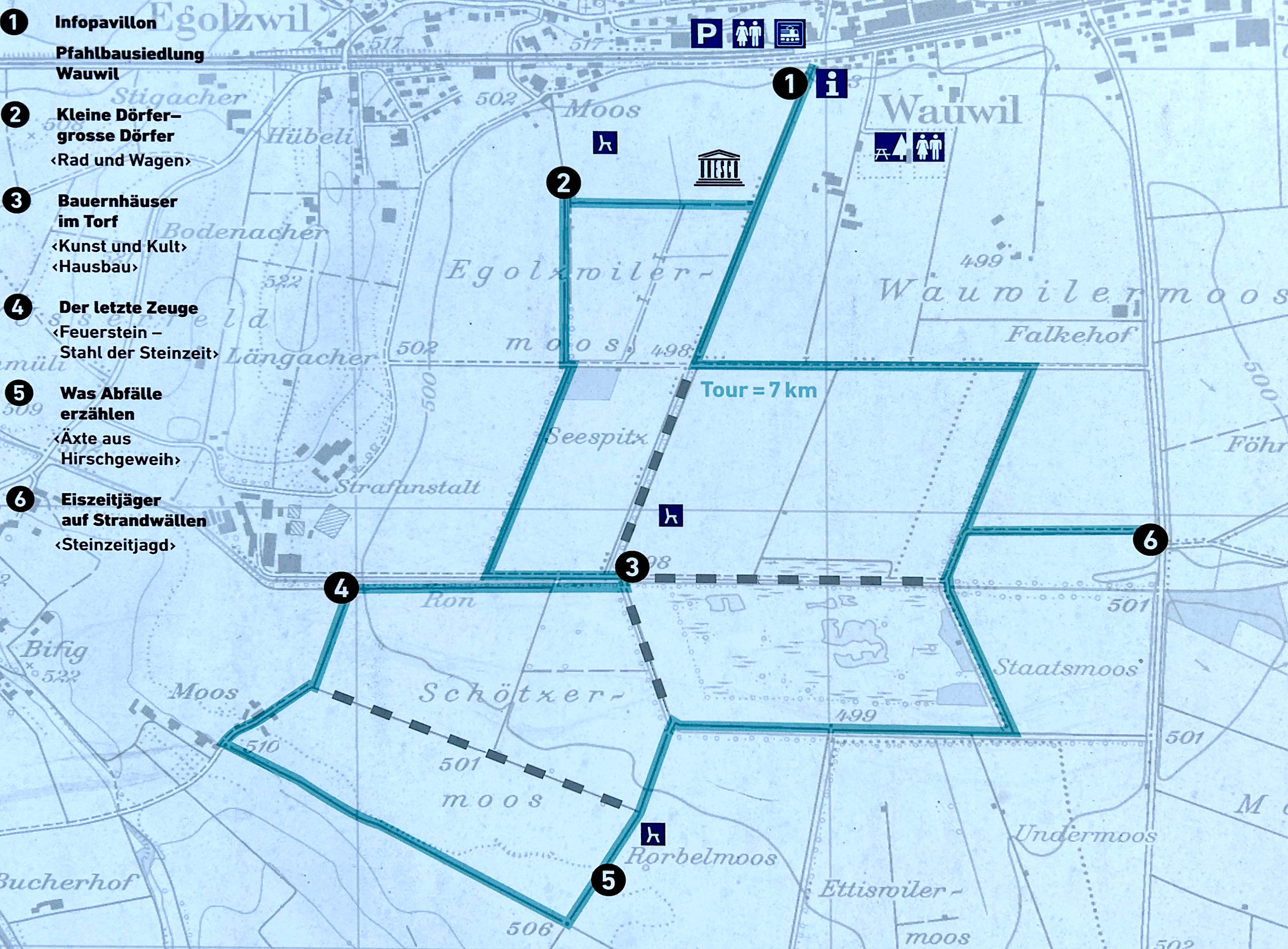
Der Lernpfad

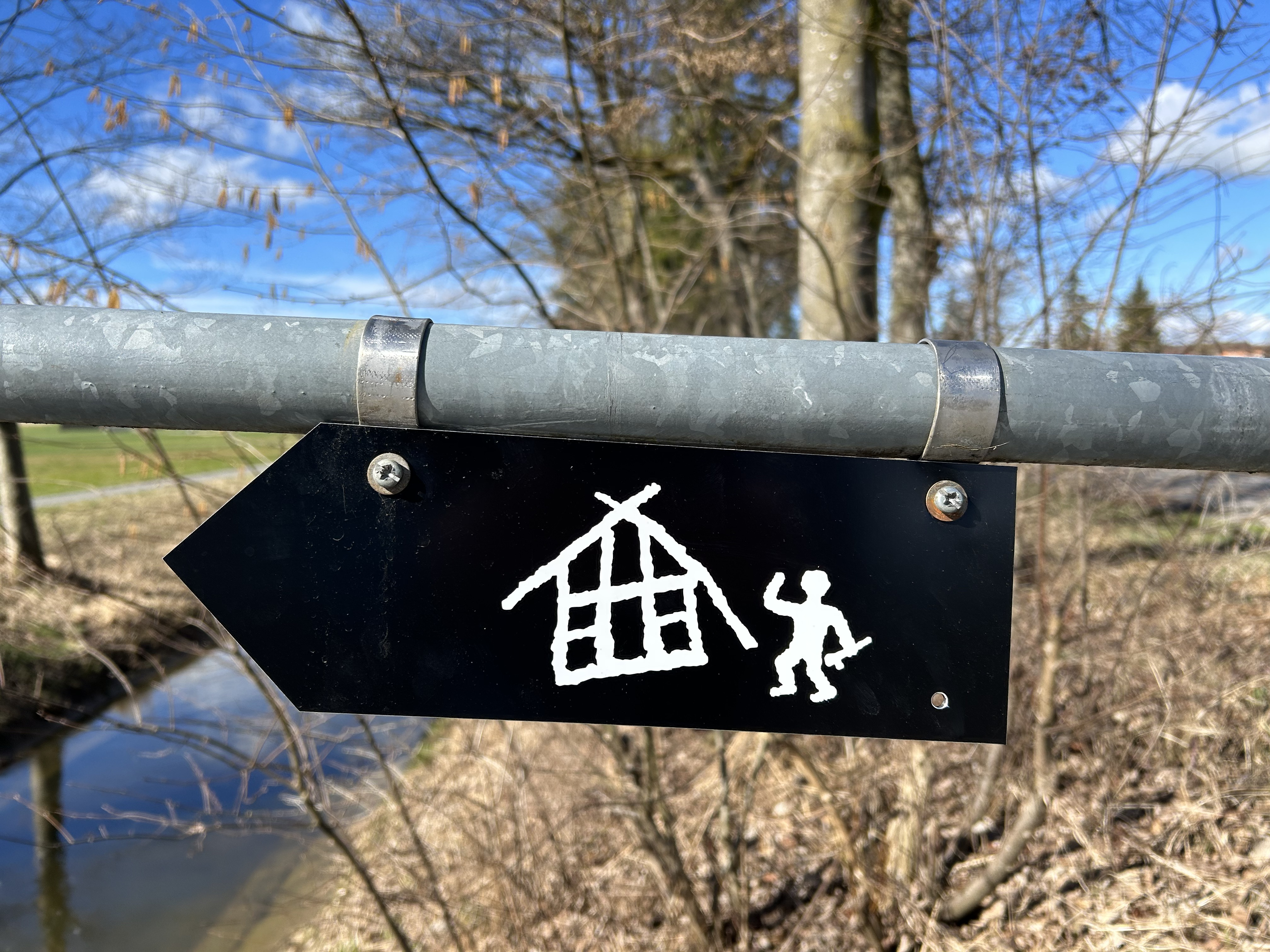
Wegweiser

Der «Archäologische Lernpfad Wauwilermoos» umfasst sechs Stationen, die alle in der Gegend der wichtigsten Fundstellen liegen. Er ist rund sieben Kilometer lang, mit Hinweistafeln beschildert und wurde im Frühling 2021 eröffnet. Start- und Endpunkt des Pfades bildet die Pfahlbausiedlung Wauwil mit drei nachgebauten Pfahlbauhäusern, einem Grabungs- und Jägerzelt sowie einem Informationspavillon.
Die Häuser wurden 2009 im Auftrag der Gemeinde Wauwil aus natürlichen Materialien erbaut. Die Wände bestehen aus einem Geflecht aus Haselruten, das mit einer Mischung aus Strohhäckseln, Lehm und etwas Kuhmist bestrichen wurde. Der ammoniak- und nitrathaltige Kuhdung soll den Befall von Parasiten verhindern. Die Dächer sind mit Schilf gedeckt. Im Innern sind mit Figuren und zahlreichen Gegenständen Szenen aus dem Alltagsleben der einstigen Bewohner dargestellt.
Das Innere der Häuser und das Jägerzelt sind nur mit einer Führung zugänglich. Für Schulklassen werden eigene Führungen angeboten. Häuser und Infopavillon stehen unmittelbar neben dem Bahnhof von Wauwil.

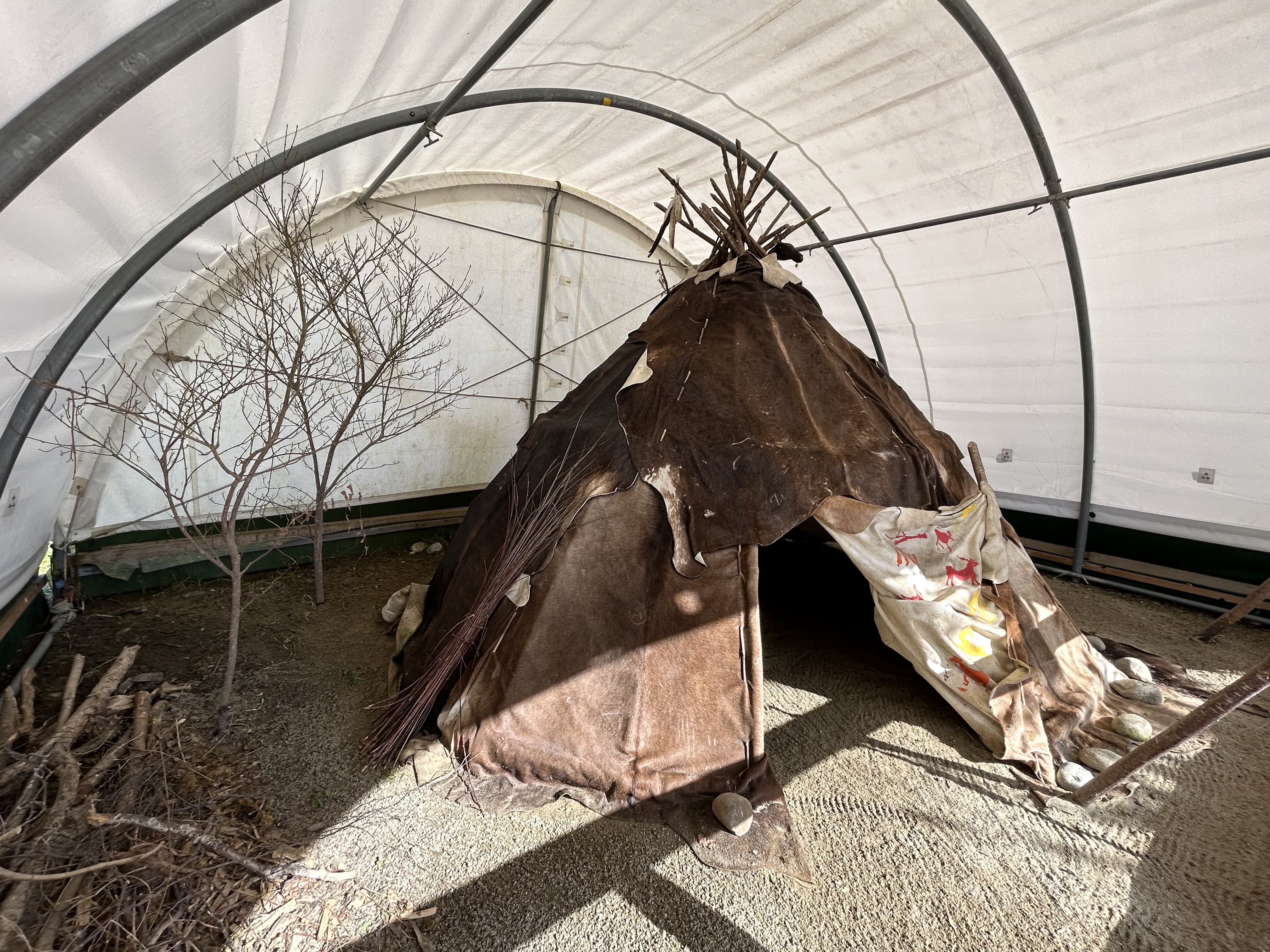
Jägerlager
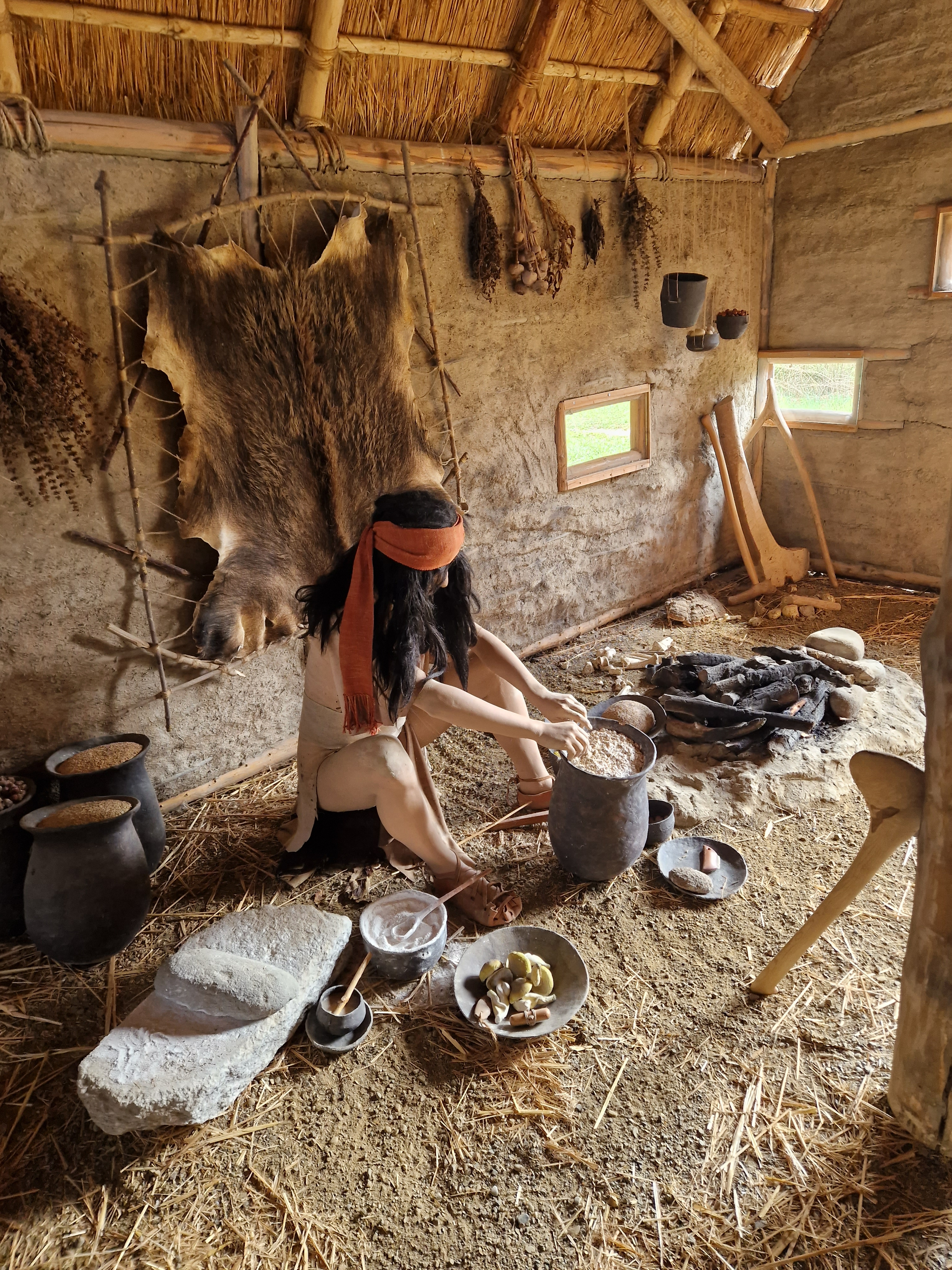
Szene aus dem Inneren
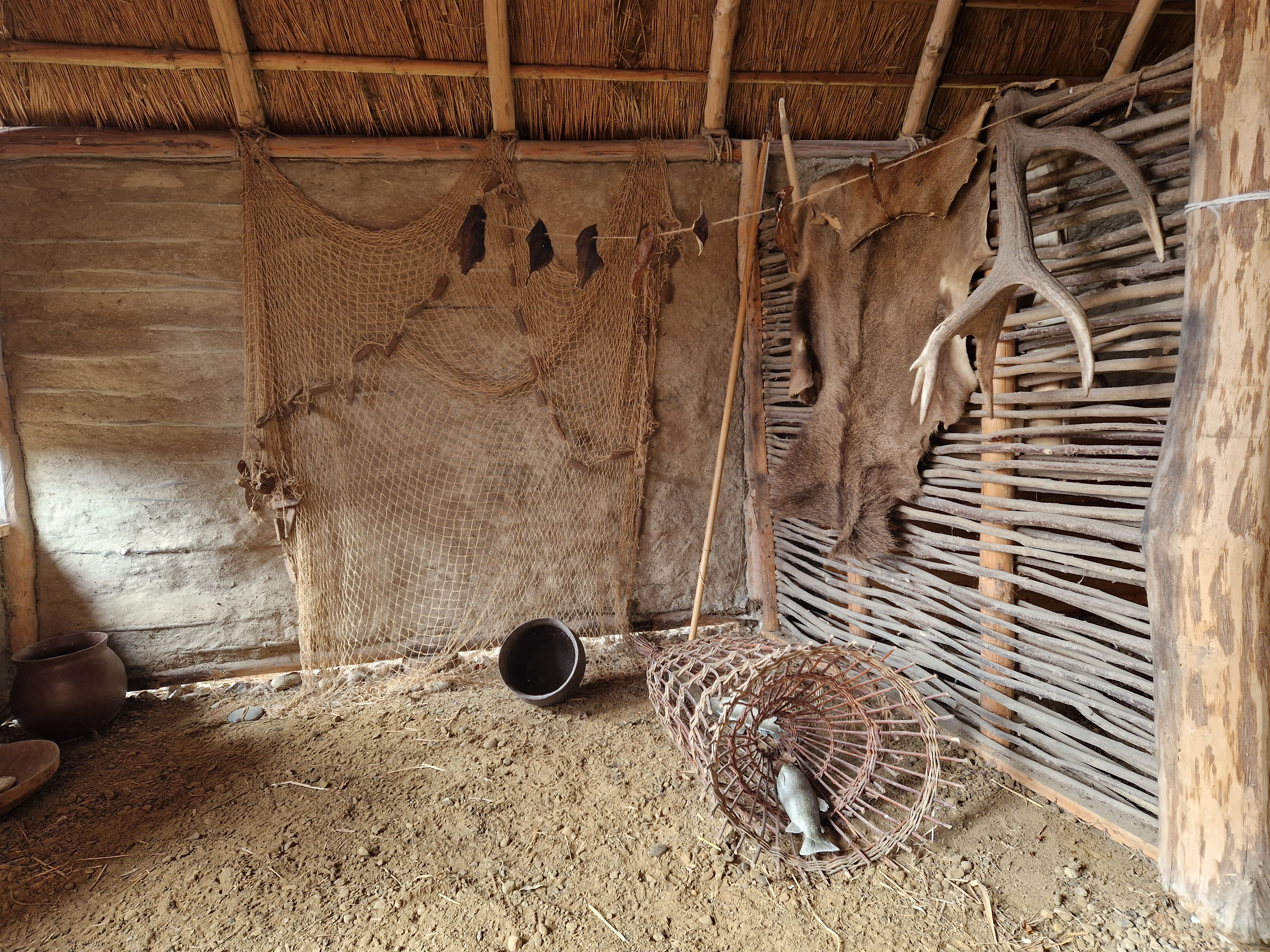
Reuse
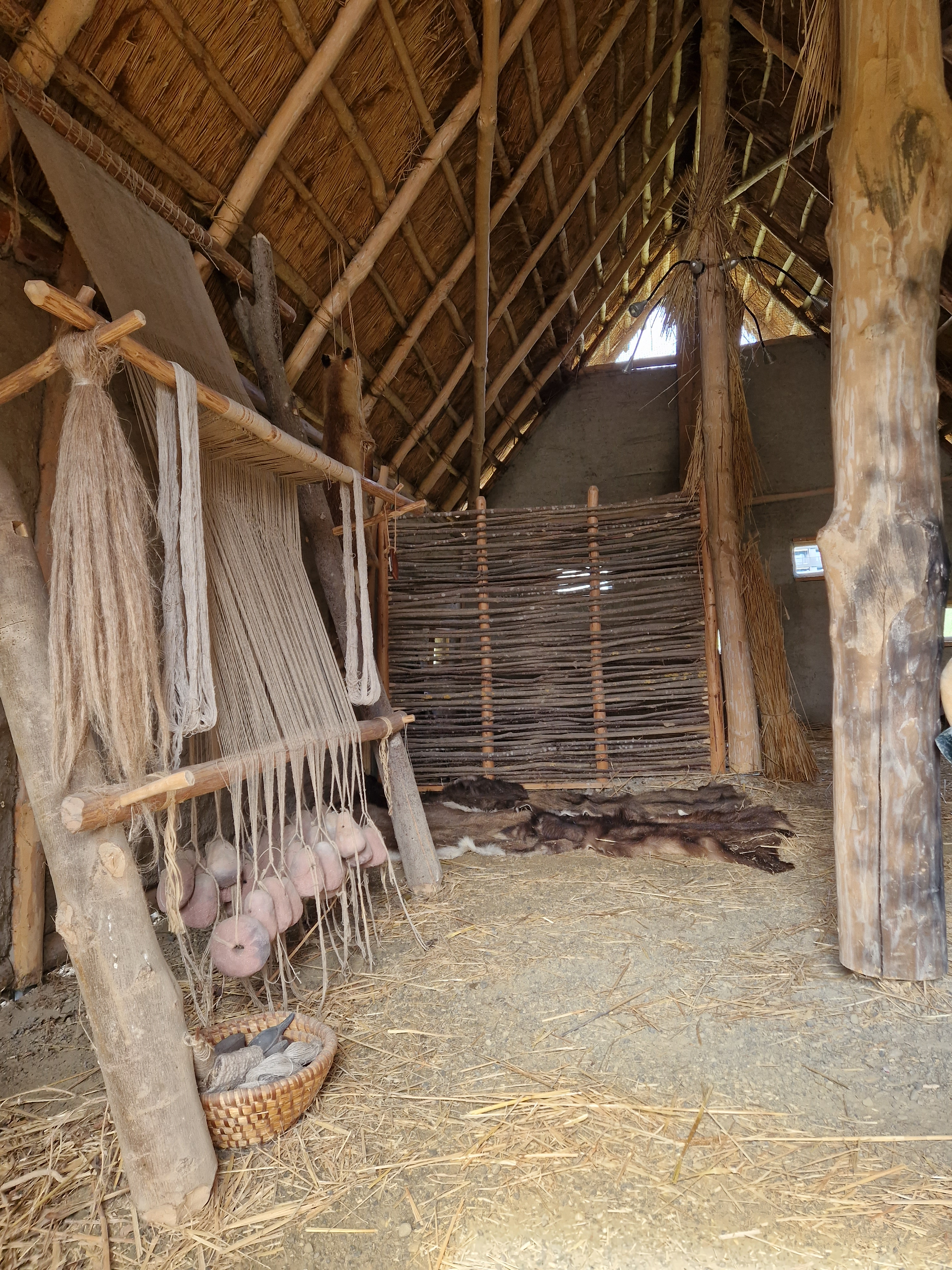
Webstuhl